# Kortenoord
Kortenoord is een buurtschap en industriegebied in Nieuwerkerk aan den IJssel in de Zuid-Hollandse gemeente Zuidplas. Kortenoord is gelegen aan het verlengde van de 's-Gravenweg genaamd Kortenoord. De buurtschap is geklemd tussen de Ringvaart en de Hollandse IJssel. Vroeger had Kortenoord veel bewoning, maar de meeste bebouwing is gesloopt en veranderd in industrieterrein. Hedendaags staan er nog maar enkele huizen en de molen Windlust. De molen is sinds mei 2005 gerestaureerd en kan worden bezichtigd. Kortenoord wordt door velen uit Nieuwerkerk beschouwd als een industrieterrein dat bij hun plaats hoort, terwijl vroeger Kortenoord een eigen karakter had.
De postcode van Kortenoord is 2911, de postcode van Nieuwerkerk aan den IJssel.

## Wageningen
Kortenoord is ook een gebiedsnaam bij Wageningen. Het was een boerderij aan de Rijnsteeg, nu opgenomen in de wijk Noordwest. Naamgevend aan o.a. de Kortenoord Allee en de nieuwe wijk Nieuw Kortenoord.